# Dany Verlinden
Pour les articles homonymes, voir Verlinden.
Daniël Verlinden, dit Dany Verlinden,  né le 15 août 1963 à Aarschot en Belgique, est un footballeur international et entraîneur belge qui joue au poste de gardien de but.
Il est actuellement entraîneur des gardiens au FCV Dender EH.

## Biographie
Dany Verlinden est une icône dans l'histoire du Club Bruges KV. Malgré sa petite taille, il est un des meilleurs gardiens qui soit passé par le club. Il dispute au total 582 matchs dans le championnat de Belgique, actuellement le record absolu pour un gardien de but. Il dispute également 78 rencontres dans les différentes coupes d'Europe.
En 2004, il décide de mettre un terme à sa carrière professionnelle à l'âge de 40 ans.
Dany Verlinden a été appelé quinze fois en équipe nationale de 1993 à 1998, mais n'a joué que la rencontre amicale, Belgique-Norvège (2-2), le 25 mars 1998. La concurrence à son poste étant trop forte avec des portiers d'exception tels que Michel Preud'homme, Gilbert Bodart ou Filip De Wilde.

## Palmarès

### En club
- 5 fois champion de Belgique avec le Club Bruges KV : 1990, 1992, 1996, 1998 et 2003
- 5 fois vainqueur de la coupe de Belgique avec le Club Bruges KV : 1991, 1995, 1996, 2002 et 2004
- 9 fois vainqueur de la Supercoupe de Belgique avec le Club Bruges KV : 1988, 1990, 1991, 1992, 1994, 1996, 1998, 2002 et 2003

### Distinctions personnelles
- Cage le plus longtemps inviolée en Belgique, du 3 mars 1990 au 26 septembre 1990 pour un total de 1 390 minutes et 15 matchs consécutifs sans prendre un but en championnat de Belgique[5].
- Élu Gardien de l'année en 1993 et 2003 avec le Club Bruges KV.